# 陳圭
陳圭，安徽合肥人，陳瑄之六世孫，平江伯，明朝軍事將領。
陳圭為陳瑄六世孫，繼承平江伯爵位。因推薦鎮守兩廣。當時四川民變屢起，其督軍前往討伐，并擒拿主犯，俘獲斬殺數千餘人，后加封太子太保。之後平定柳慶及賀連山民亂，加封太保。此外還平定安南進犯。其能夠與士兵同甘共苦，并擐甲先登，所以部隊進攻所向披靡。此后召還，掌管後軍都督府。此後總管京營。當時蒙古兵攻入紫荊關，陳圭請出戰，并在盧溝結營，蒙古軍隨後撤退。次年，再犯古北口，陳圭亦主戰并擊敗蒙古軍。之後加封太子太傅。死後，贈太傅，謚武襄。